# Балтийские шведы
Балти́йские шве́ды, также эстонские шведы (эст. rannarootslased, швед. estlandssvenskar) — собирательное название шведского меньшинства в Эстонии, игравшего важную роль в истории средневековой Эстонии и являвшегося заметным этно-языковым меньшинством вплоть до конца Второй мировой войны.

## История

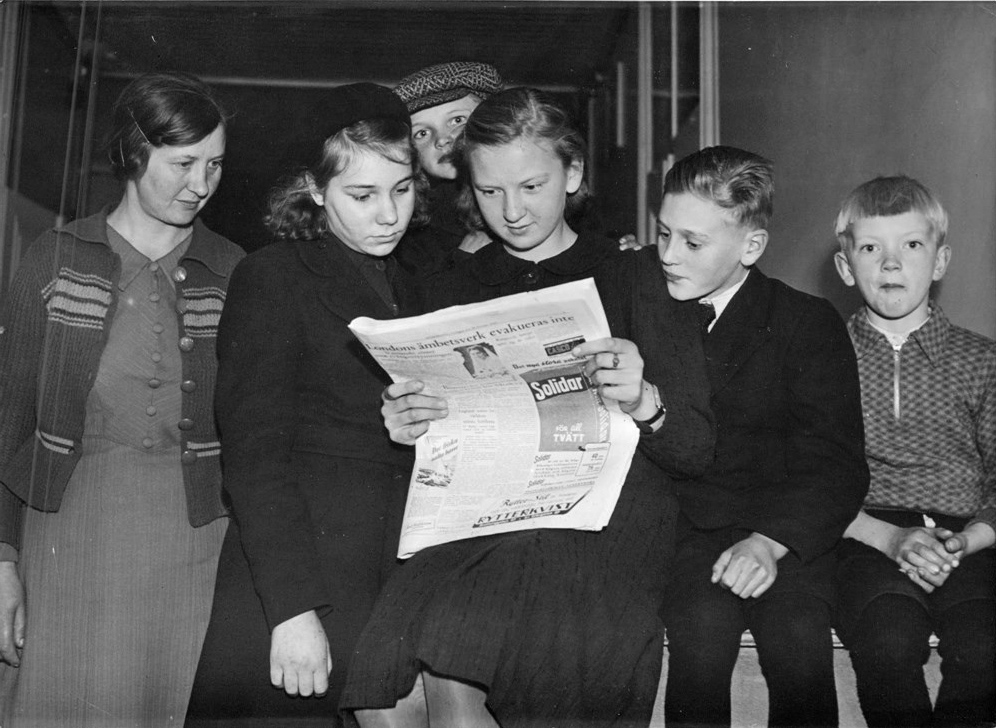
Эстонские шведы с острова Пакри, эмигрировавшие в Швецию, осень 1940 г.

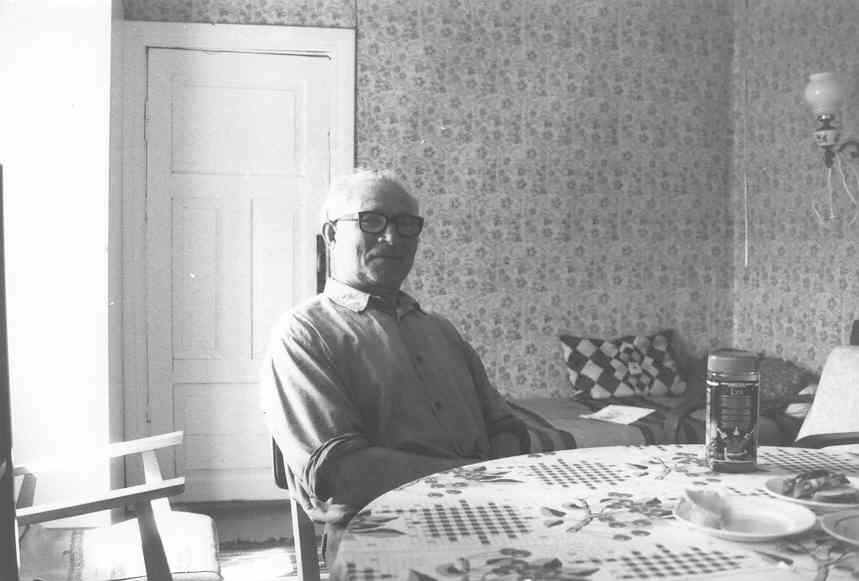
Эстонский швед Оскар Фриберг. Остров Вормси, 1993 г.

Эстонские (прибрежные) шведы — потомки древних, а затем и более поздних немногочисленных, но довольно влиятельных, переселенцев из Скандинавии (в X—XI веках здесь осели викинги, затем собственно шведы, датчане и отчасти немцы), контролировавшие прибрежные территории Эстонии в X—XVIII веках.
В 1561—1721 гг. землями эстов (современной Эстонией) владела Швеция. Поэтому в середине XVII века количество эстонских шведов достигло своего пика — около 12 тысяч человек. В то время они составляли заметную долю населения малолюдной Эстонии — от 5 % до 10 %.
Главной причиной, по которой на протяжении веков не произошло полной ассимиляции эстонских шведов, было так называемое «шведское право». Оно означало, что прибрежные крестьяне-шведы не были крепостными, а имели статус, аналогичный крестьянам Швеции и Финляндии. При этом, однако, они были обязаны доставлять помещикам определённое количество различных товаров и продуктов, таких как рыба, древесина, зерно, сено, сыр, свиньи, а также выполнять дневную норму работ у помещика. Эстоноязычные крестьяне, в отличие от них, стали крепостными.
По итогам Северной войны территории современной Эстонии перешли под контроль Российской империи, германские меньшинства в основном сохраняли своё привилегированное экономико-социальное положение в регионе, но, в отличие от Финляндии, имевшей статус автономного великого княжества в составе Российской империи, статус шведов и шведского языка не был официально закреплён, и они продолжали постепенно ассимилироваться с местным населением.
В августе 1781 года 1200 шведов с острова Дагё, страдавших от высоких налогов и гнёта помещиков, с согласия Екатерины II переселились в низовья Днепра, где они основали поселение Старошведское (швед. Gammalsvenskby). Значительная часть переселенцев погибла в дороге, а также в первую зиму.
По переписи 1934 года в тогда уже независимой Эстонской республике проживал 7641 человек, считавший родным шведский язык (0,7 % от населения страны). На многих островах Балтийского моря шведы составляли абсолютное большинство населения (например, на Рухну и Вормси), при этом численность шведского населения постоянно снижалась.
Во время Второй мировой войны весной 1943 года начались побеги эстонских шведов на лодках в Швецию. Сначала это были молодые люди, которые уклонялись от немецкой мобилизации. Осенью того же года Швеция дала разрешение на организацию перевозки старых и больных эстонских шведов в Швецию. Летом 1944 года с молчаливого согласия со стороны немецких оккупационных властей со стороны Швеции была организована более масштабная транспортировка эстонских шведов, которые не подлежали мобилизации из-за возраста. По оценкам исследователей, между 1940 и 1944 из Эстонии в Швецию в целом переселились около 7000 человек.
В советской Эстонии осталось около 1—2 тыс. шведов. К концу советского периода самая большая часть эстонских шведов жила в Таллине. Примерно в 1980 году образовалась группа эстонских шведов, которые тайно собирались в Таллине, чтобы общаться на родном языке. Впоследствии из неё выросло Общество культуры эстонских шведов (Samfundetför Estlandssvensk Kultur, SESK). Это была первая ассоциация национальных меньшинств, которая получила разрешение на деятельность в СССР. В начальной школе деревни Пюркси (швед. Birkas) волости Ноароотси (швед. Nuckö) в конце 1980-х годов начали преподавать шведский язык, а в начале 1990-х годов там была открыта гимназия-интернат «со скандинавским направлением».

## Балтийские шведы в XXI веке
В настоящее время проживающие в Эстонии шведы являются в основном экспатриантами, работающими на шведские компании, в основном в банковском секторе (недвижимость, кредит).

Шведские деревни в Эстонии, аэрофотоснимки 1934 года
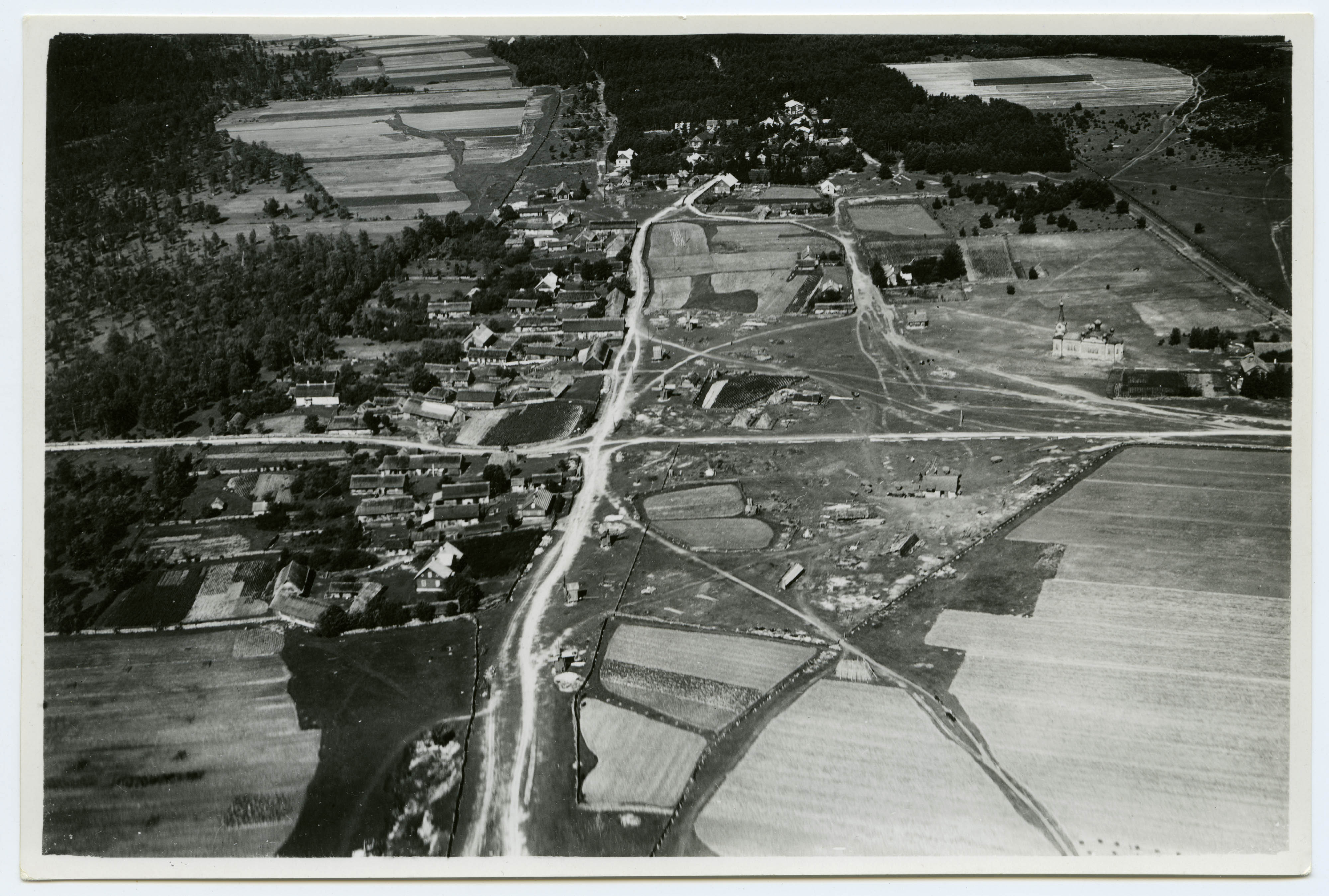
Хулло
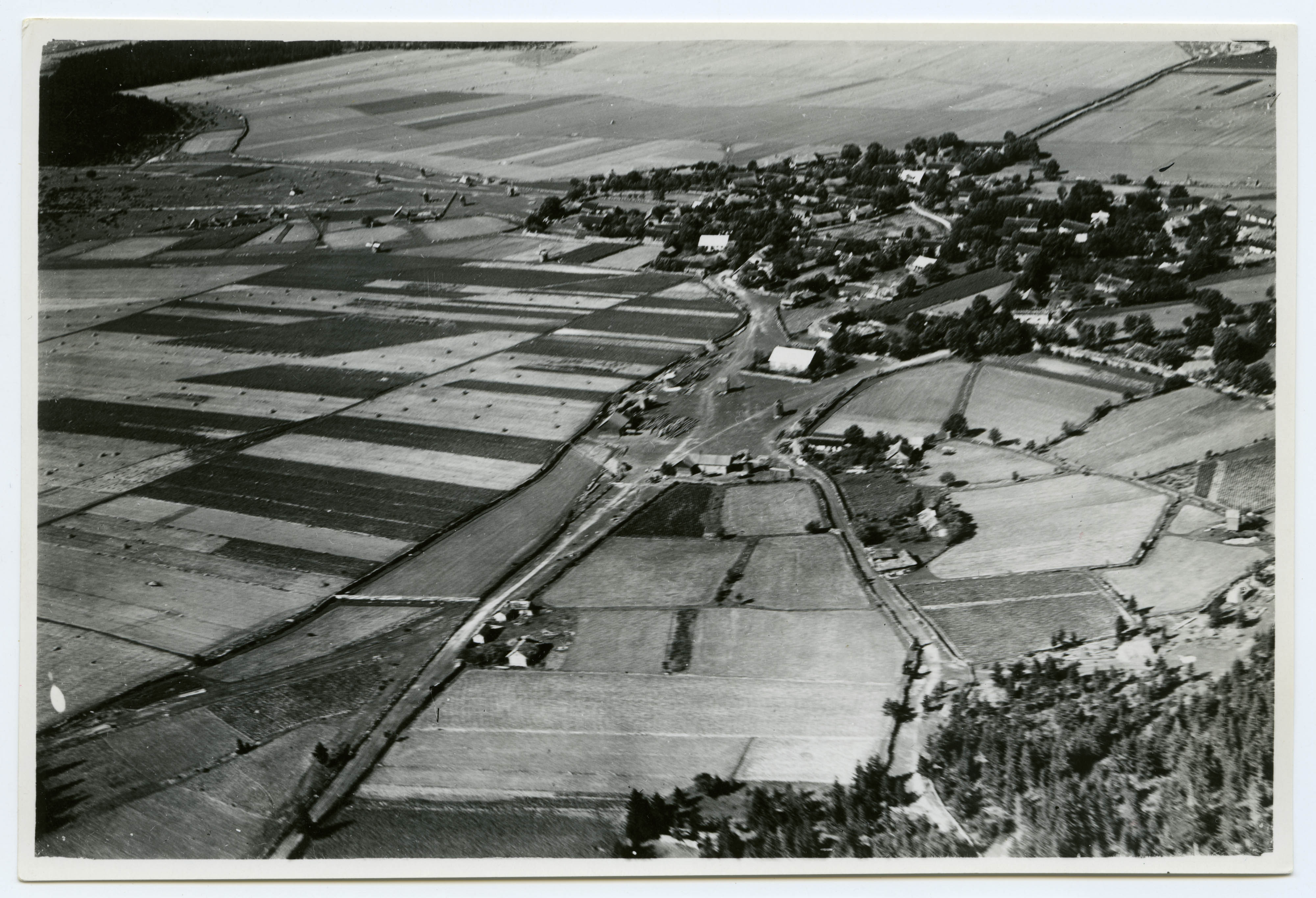
Керслети
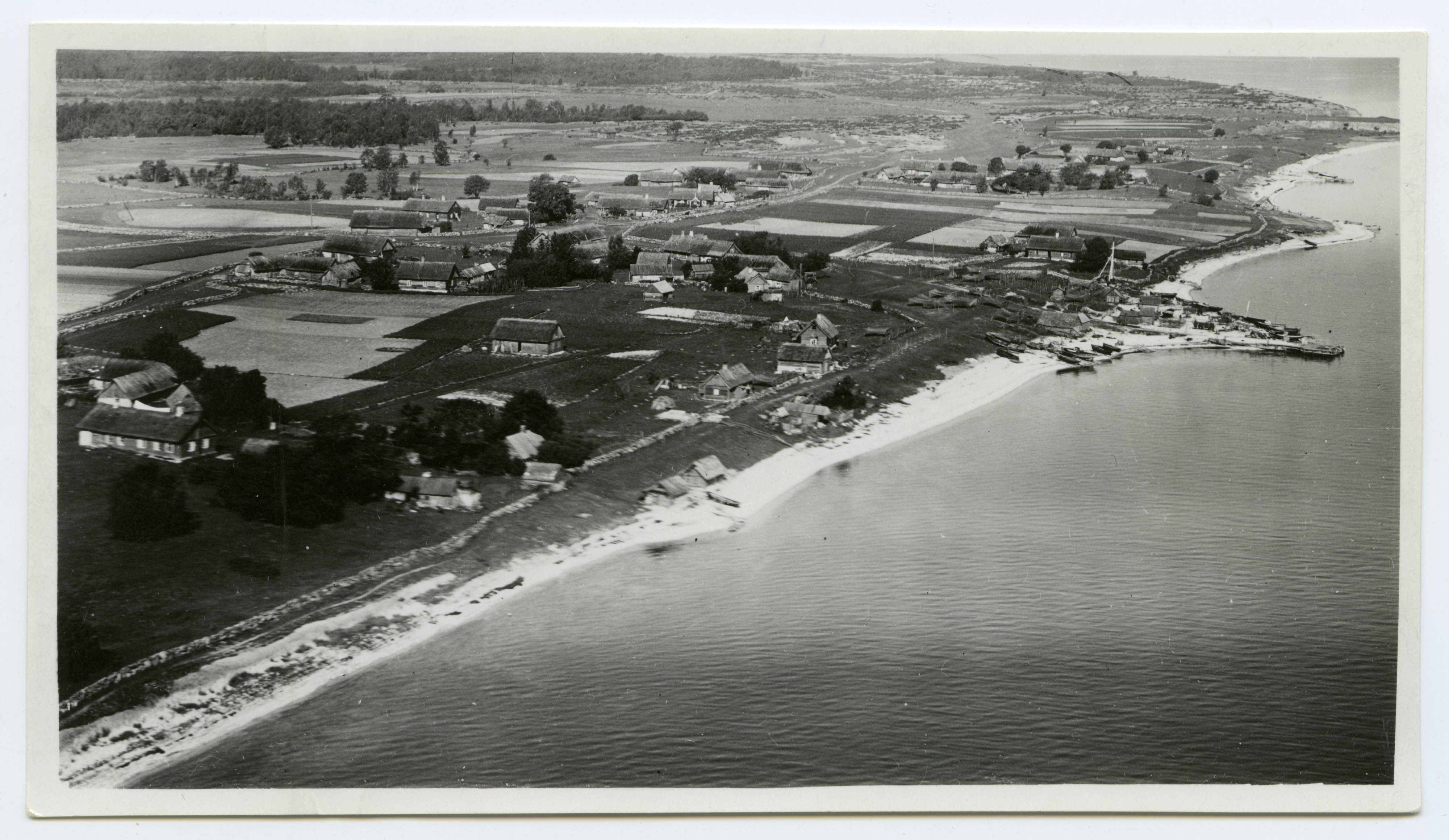
Вяйке, остров Вяйке-Пакри
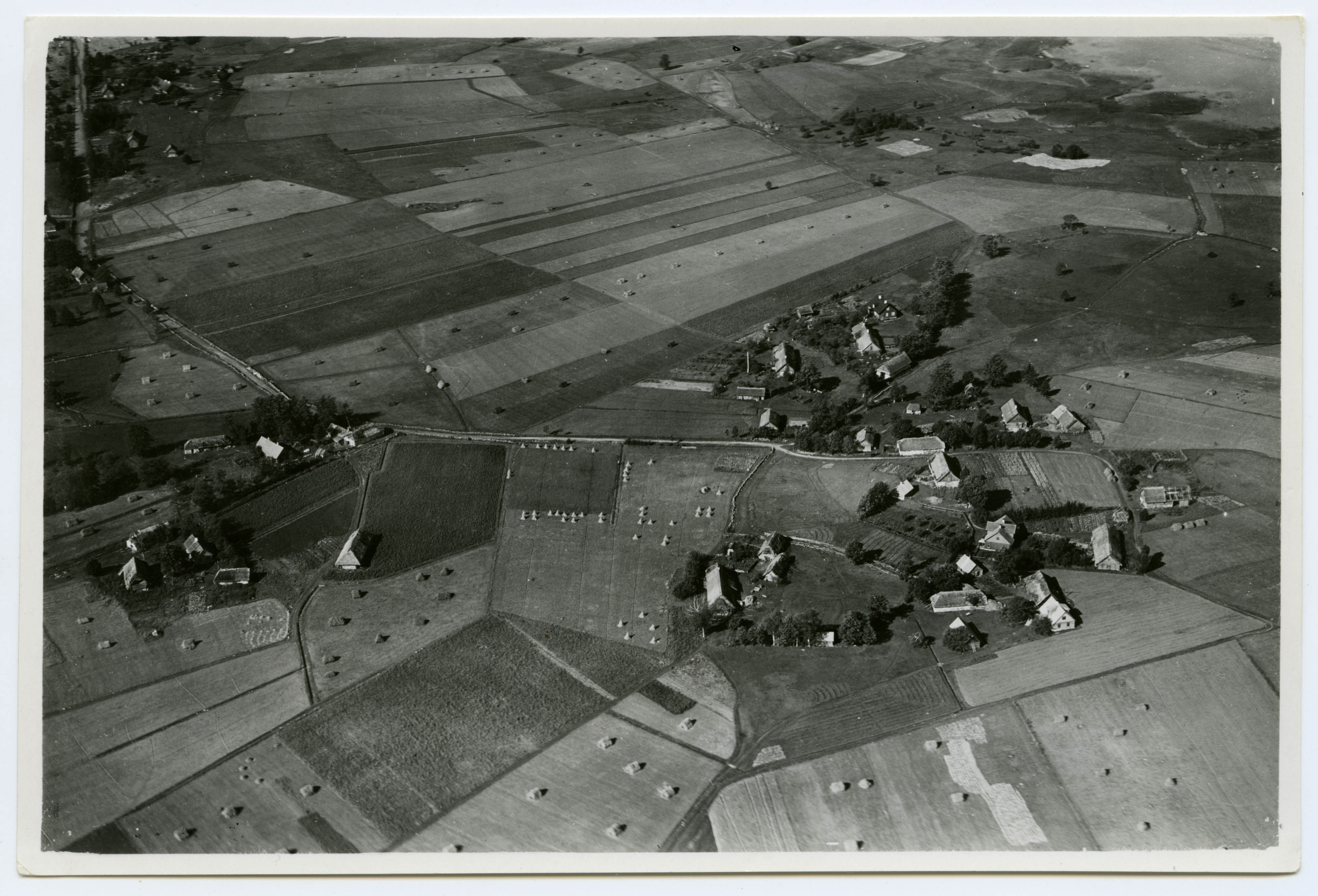
Курксе
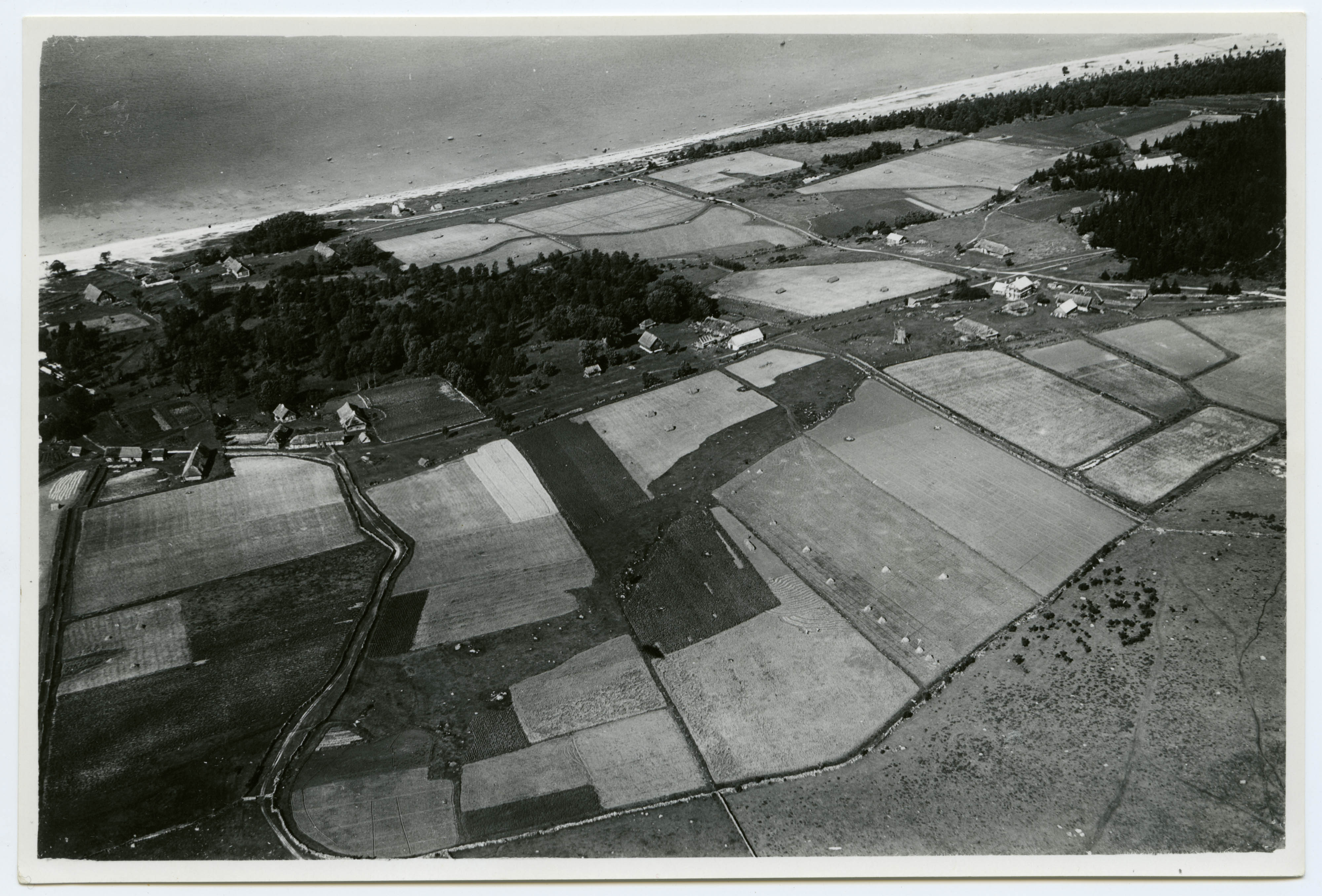
Алликлепа